# Río Reur
El río Reur (en catalán: Reür) es un corto río pirenaico, afluente del Segre por la derecha. Tiene su inicio en la comuna francesa de Ur, formado a partir de la confluencia de los ríos Angoustrine y Brangolí. En su paso por Puigcerdá y Bourg-Madame, el río Reur es frontera natural entre España y Francia.
- Datos: Q2876524